# Paredro (antica Grecia)
Un paredro (in greco antico: πάρεδρος?, pàredros, da παρά, "presso", ed ἕδρα, "sedia"; letteralmente "colui che siede accanto") era un magistrato ateniese scelto per assistere i tre principali arconti (l'arconte eponimo, l'arconte polemarco e l'arconte re).

## Funzione
I paredri erano i segretari degli arconti, scelti per assisterli, in numero di due per ciascuno dei più importanti arconti; a differenza di altri magistrati dell'antica Grecia, i paredri erano eletti, non estratti a sorte; erano sottoposti pertanto alla docimasia e obbligati alla resa dei conti. Pare tuttavia che avessero solo voto consultivo.